# Arkady Martine
Arkady Martine, pseudonimo di AnnaLinden Weller (New York, 19 aprile 1985), è una scrittrice e storica statunitense.
Autrice di opere di fantascienza, i suoi primi romanzi, Un ricordo chiamato impero (2019) e A Desolation Called Peace (2021), che insieme formano la serie Teixcalaan, hanno vinto entrambi il premio Hugo per il miglior romanzo.

## Biografia
Weller è nata e cresciuta a New York City.
Ha conseguito una laurea in studi religiosi presso l'Università di Chicago nel 2007, un Master negli studi sull'armeno classico presso l'Università di Oxford nel 2013 e un dottorato di ricerca sulla storia medievale bizantina, globale e comparata alla Rutgers University nel 2014. La sua tesi era intitolata "Immaginare l'impero pre-moderno: agenti imperiali bizantini al di fuori della metropoli".
È stata assistente universitaria di storia alla St. Thomas University nel 2014–15, e ricercatrice post-dottorato all'università di Uppsala nel 2015–17.  
Ha al suo attivo pubblicazioni sulla storia medievale bizantina e armena. 

## Vita privata
Vive a Santa Fe con sua moglie, l'autrice Vivian Shaw.

## Opere

### Romanzi

#### Serie di Teixcalaan
1. Un ricordo chiamato impero, (A Memory Called Empire) Tor Books (2019) ISBN 9781250186430 Urania Jumbo n. 66, Mondadori, Milano, aprile 2025
2. A Desolation Called Peace, Tor Books (2021) ISBN 9781250186461

### Racconti
- Lace Downstairs (2012)
- Nothing Must Be Wasted (2014)
- Adjuva (2015)
- City of Salt (2015)
- When the Fall Is All That's Left (2015)
- How the God Auzh-Aravik Brought Order to the World Outside the World (2016)
- 'Contra Gravitatem (Vita Genevievis)' (2016)
- All the Colors You Thought Were Kings (2016)
- Ekphrasis (2016)
- Ruin Marble (2017)
- The Hydraulic Emperor (2018)
- Object-Oriented (2018)
- Just a Fire (come A. Martine) (2018)
- Faux Ami (come A. Martine) (2019)
- Labbatu Takes Command of the Flagship Heaven Dwells Within (2019)
- Life and a Day (come A. Martine) (2019)
- A Desolation Called Peace (estratto) (2020)
- A Being Together Amongst Strangers (2020)

### Poesia
- Cloud Wall (2014)
- Abandon Normal Instruments (2016)

### Nonfiction
- Everyone's World Is Ending All the Time: Notes on Becoming a Climate Resilience Planner at the Edge of the Anthropocene (2019)

### Recensioni
- Testament di Hal Duncan" (2015)
- Report from Planet Midnight di Nalo Hopkinson (2016)
- The Djinn Falls in Love & Other Stories di Mahvesh Murad e Jared Shurin (2017)
- The Only Harmless Great Thing di Brooke Bolander (2018)